# Paizay-Naudouin-Embourie
Paizay-Naudouin-Embourie település Franciaországban, Charente megyében. Lakosainak száma 351 fő (2022. január 1.). Paizay-Naudouin-Embourie Brettes, Empuré, Longré, La Magdeleine, Theil-Rabier, Couture-d’Argenson, Loubillé és Valdelaume községekkel határos.

## Népesség
A település népessége az elmúlt években az alábbi módon változott:
| Lakosok száma | 573  | 514  | 493  | 405  | 384  | 381  | 368  | 362  | 362  | 351  |
|               | 1968 | 1982 | 1990 | 2006 | 2013 | 2015 | 2017 | 2019 | 2020 | 2022 |